# The Sandpipers
I The Sandpipers sono stati un gruppo musicale statunitense di musica rock/folk, attivo dal 1966 al 1975.
Sono conosciuti in particolare per la cover del brano Guantanamera, inciso nel 1966.

## Storia del gruppo
Fondato da Jim Brady, Mike Piano e Richard Shoff il gruppo vocale vanta come maggior successo la cover di Guantanamera (1966). Come corista in questa versione del celebre brano cubano collabora, non accreditata, la cantante Robie Lester.
Il loro brano Come Saturday Morning (1969) viene inserito nella colonna sonora del film Pookie.
Prima di separarsi a metà degli anni settanta hanno pubblicato l'album Come Saturday Morning.
Hanno partecipato al Festival di Sanremo 1968 con il brano Quando m'innamoro, cantato in abbinamento con Anna Identici.
Nel 1973 collaborano con il celebre trombettista statunitense Herb Alpert e la cantante australiana Judith Durham, realizzando l'album easy listening Sweet with a Beat - Record 6.

## Formazione
Membri fondatori
- Jim Brady (nato il 24 agosto 1944 a Los Angeles)
- Mike Piano (nato il 26 ottobre 1944 a Rochester)
- Richard Shoff (nato il 30 aprile 1944 a Seattle)

Altri componenti o collaboratori
- Pamela Ramcier
- Ralph Nichols
- Gary Duckworth

## Discografia
Album studio
- 1966 - Guantanamera
- 1967 - The Sandpipers
- 1967 - Misty Roses
- 1968 - Softly
- 1969 - Spanish Album
- 1969 - The Wonder of You
- 1970 - Second Spanish Album (Regno Unito)
- 1970 - Come Sunday Morning
- 1971 - A Gift of Song
- 1977 - Ay, Ay, Ay, Manila! (Filippine)
- 1977 - Overdue (Regno Unito)